# آق سنقر الحاجب
آق‌سُنقُر الحاجب، با نام کامل ابوسعید قَسیم‌الدوله آق‌سنقر، فرمانده تُرک و از حاکمان گماشته ملکشاه سلجوقی در سوریه اواخر قرن یازدهم میلادی است. وی پدر عمادالدین زنگی از قهرمانان جنگ‌های صلیبی و بنیان‌گذار دودمان زنگیان است.

## حکمرانی حلب و اصلاح اوضاع امنیتی و اقتصادی

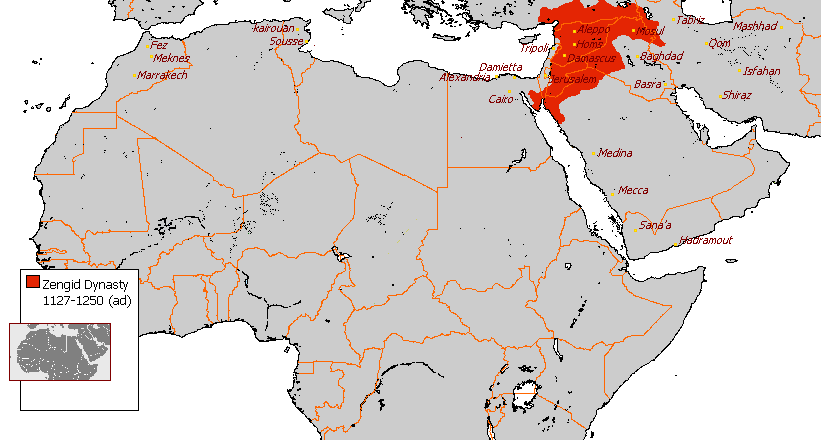
پهناورترین گستره قلمرو زنگیان، شامل شمال عراق کنونی، سوریه و فلسطین

سوریه پیش از ورود آق‌سنقر دچار ناآرامی و هرج و مرج بود. به دلیل درگیری‌های زیاد بین حاکمان و شاهزادگان مناطق، شرایط درون شهر دشوار بود. ترکیبی از مالیات بالا و قیمت کالاها منجر به افزایش جرم و جنایت شده بود. ملکشاه اول در سال ۱۰۸۷ میلادی آق‌سنقر را به عنوان فرماندار حلب و حما و اراضی اطراف آن منصوب کرد. آق‌سنقر با اصلاح اوضاع امنیتی در حلب و مناطق اطراف آن، اصلاحات را آغاز نمود. وی با سارقان و راهزنان مبارزه کرد و موجب برقراری امنیت شد. او استفاده از نیروی نظامی برای تأمین حقوق غیرنظامیان را افزایش داد و از مقامات پلیس برای محافظت از مردم استفاده کرد نه اینکه آنها را کنترل کند. آق سنقر «اصل مسئولیت جمعی» را برای هر روستا یا بخش ایجاد کرد، به این معنی که اگر یک دهکده توسط سارقان مورد حمله قرار گیرد، کل روستا مسئولیت دفاع از آن را بر عهده داشت. به دلیل سیاستگذاری وی برای نظم در شهرها، سوریه به مکانی مناسب برای تجارت و کشاورزی تبدیل شد، اقتصاد بهبود یافت و تورم کاهش یافت.

## از دیدگاه مورخان
ابن اثیر در مورد او می‌گوید: آق‌سنقر بهترین حکمران در امور رفع امور مردم و محافظت از آنها بود و در دوران او مردم از امنیت کامل، عدالت و رفاه برخوردار بودند.
ابن کثیر وی را از بخشنده‌ترین و بهترین پادشاهان می‌داند که امنیت و عدل را برقرار کرد و باعث رونق تجارت شد.
ابن قلانسی در کتاب تاریخ دمشق دربارهٔ او می‌گوید: «او عدل را گسترش و راه‌ها را امن ساخت، با مردم به انصاف رفتار کرد و مجرمان را تحت تعقیب قرار داد و همین باعث شهرت وی و رضایت مردم شد. با اقدامات او تجارت و کسب و کار فزونی یافت.